# Herefordshire
Herefordshire (['herəfədʃə]) este un comitat în vestul Angliei.
Nu trebuie confundat cu un alt comitat englez, Hertfordshire, aflat lîngă Londra.

## Orașe
- Bromyard
- Hereford
- Kington
- Ledbury
- Leominster
- Ross-on-Wye

1. ↑   https://ons.maps.arcgis.com/home/item.html?id=a79de233ad254a6d9f76298e666abb2b Lipsește sau este vid: |title= (ajutor)